# ℃-ute 全シングル MUSIC VIDEO Blu-ray File 2011
『℃-ute 全シングル MUSIC VIDEO Blu-ray File 2011』（キュート ぜんシングル ミュージック・ビデオ ブルーレイファイル 2011）は、℃-ute4枚目のPV集。2011年12月21日にタイトル通りBlu-rayのみ発売。発売元はzetima。
インディーズ時代の4曲と2011年末までにメジャーリリースされた17曲の計21曲のミュージックビデオを収録。

## 収録内容
インディーズ
1. まっさらブルージーンズ
2. 即 抱きしめて
3. 大きな愛でもてなして
4. わっきゃない(Z)(SPECIAL EDITION)

メジャー
1. 桜チラリ
2. めぐる恋の季節
3. 都会っ子 純情
  - 以上7曲はピラーボックス収録。
4. LALALA 幸せの歌
  - ウィンドウボックス収録。
5. 涙の色
6. 江戸の手毬唄II
7. FOREVER LOVE
8. Bye Bye Bye!
9. 暑中お見舞い申し上げます
  - 以上13曲はSD編集（DVDと同等画質）[1]。
  - 以下8曲はHD編集（ハイビジョン画質）[1]。
10. EVERYDAY 絶好調!!
11. SHOCK!
12. キャンパスライフ〜生まれて来てよかった〜
13. Danceでバコーン!
14. 会いたいロンリークリスマス
15. Kiss me 愛してる
16. 桃色スパークリング
17. 世界一HAPPYな女の子